# 바버라 리 (배우)

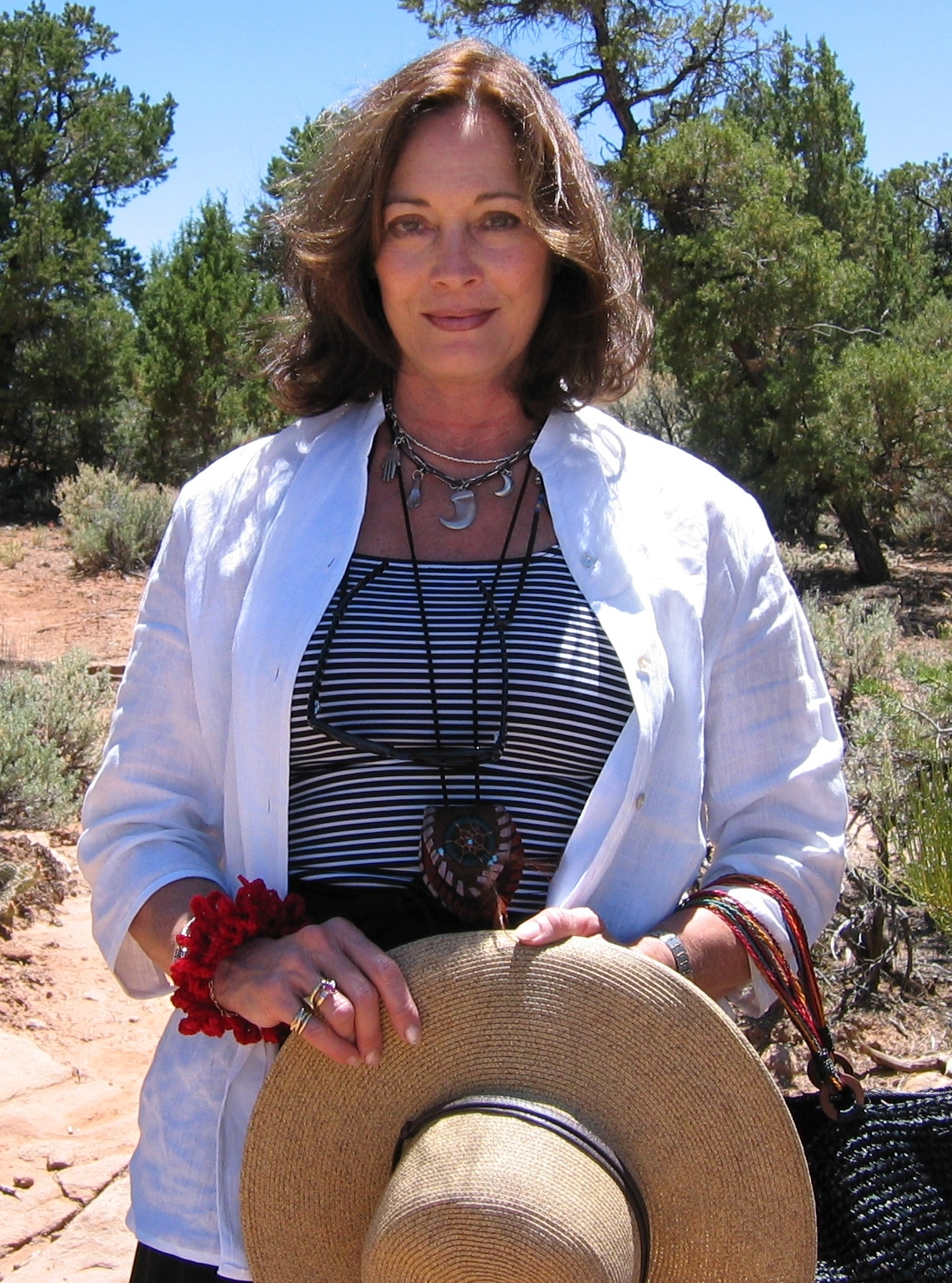

바버라 리(Barbara Leigh, 1946년 11월 16일 ~ )는 미국의 배우, 모델, 텔레비전 배우, 영화배우이다.

## 영화
- 쥬니어 보너 (1972년)